# Giampaolo Simi

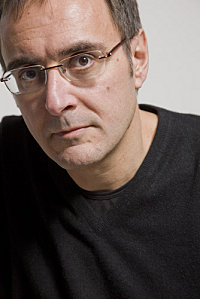
Giampaolo Simi (2013)

Giampaolo Simi (* 10. September 1965 in Viareggio, Italien) ist ein italienischer Schriftsteller und Journalist.
Er lebt abwechselnd in Viareggio und Florenz.

## Werke (Auswahl)
- Il buio sotto la candela (1996)
- Direttissimi altrove (1999)
- Caccia al re (2001)
- Figli del tramonto (2000)
- Tutto o Nulla (2001; Deutsch: Die Tote am Lido, München 2003, Goldman Verlag, ISBN 3-442-45320-8)
- L'occhio del rospo (2001)
- Il corpo dell'Inglese (2004)
- Rosa Elettrica (2007; Deutsch: Camorrista, München 2009, Bertelsmann Verlag, ISBN 978-3-570-10005-9)
- La notte alle mie spalle (2012; Deutsch: Vater. Mörder. Kind, München 2013, Bertelsmann Verlag, ISBN 978-3-570-10153-7)
- Cosa resta di noi (2015)